# 中国民主促进会江西省委员会
中国民主促进会江西省委员会，简称民进江西省委、江西民进，是中国民主促进会在江西省的地方组织。